# 百婆仙
百婆仙（韓語：백파선；1560年—1656年3月10日），或稱百婆，是一位在日朝鮮人，朝鮮王朝歷史上第一位已知的女性陶藝家，她在日本被尊稱為有田燒之母，「百婆」是因她年歲近百（96歲）過世，後人起的稱呼。

## 略傳
有關她的事蹟，主要是根據她的曾孫為她在1705年作50年忌的墓誌銘記載。她的真名已不可考，於萬曆朝鮮之役時，隨同夫君深海新太郎（?-1618年10月29日，又稱宗傳。本名亦不可考，深海是他到日本後自己起的姓氏，紀念故鄉金海，新太郎是歸化日本後起的名，宗傳是死後法名）率數百名陶工（即與製造陶瓷器有關的工匠），歸屬於當時肥前國實際掌權者鍋島直茂家臣，武雄領的領主後藤家信之下。
新太郎一族後來獲賜內田皿山一地而開窯，其作品即稱之為「新太郎燒」。新太郎死後，百婆率領族人移居到有田村，與李參平一族協力製陶，後開創出了有田燒。

## 關聯作品

### 電視劇
- 火之女神井兒，劇中名為柳井

### 小說
- 《龍秘御天歌》，村田喜代子著，書中名為朴真玉。[4]
- 《百年佳約》，村田喜代子著，龍秘御天歌的姊妹作。[5]

## 家族
- 深海新太郎：（?-1618），百婆的夫君，深海氏元祖，法名「天室宗傳居士」。
- 百婆（1560-1656），法名「萬了妙泰大姉」。
  - 平左衛門：法名「深庵宗海居士」。
    - 湛丘：法名「黃海梅軒澤安宗居士」，有田深海氏之祖[2]。